# ルンダ語
ルンダ語（Lunda、Chilunda）はバントゥー語群に属す言語である。話者はザンビア、アンゴラ、コンゴ民主共和国に居住しているルンダ族の人々である。1986年推計で、ルンダ語とその方言はザンビアの約2.6%の人が話したり理解することができ、ザンビア北部で圧倒的に使われている。

## 言語名別称
- Chilunda
- Ruund

## 方言
- Humbu
- Kawiku
- Kosa (Koosa)
- Lunda Kalunda
- Lunda Kambove
- Lunda Ndembu
- Ndembu